# Scelimena producta
Scelimena producta är en insektsart som först beskrevs av Jean Guillaume Audinet Serville 1838.  Scelimena producta ingår i släktet Scelimena och familjen torngräshoppor.

## Underarter
Arten delas in i följande underarter:
- S. p. dammermanni
- S. p. producta